# 聖卡洛斯區 (巴拿馬)
8°29′N 79°57′W / 8.483°N 79.950°W
聖卡洛斯區（西班牙語：Distrito de San Carlos），是巴拿馬的一個行政區，位於該國中部，由西巴拿馬省負責管轄，始建於1775年，面積337平方公里，2010年人口18,920，人口密度每平方公里56.14人。